# Eudactylina acanthii
Eudactylina acanthii är en kräftdjursart som beskrevs av A. Scott 1901. Eudactylina acanthii ingår i släktet Eudactylina och familjen Eudactylinidae. Inga underarter finns listade i Catalogue of Life.